# 于尔居普

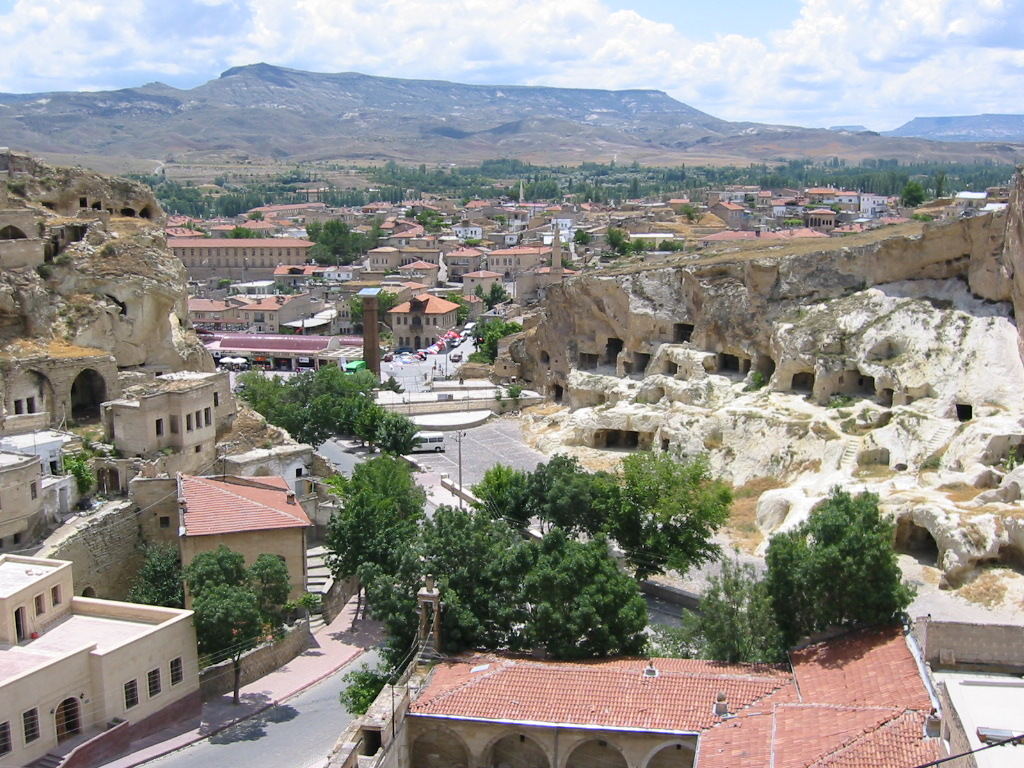
于尔居普

于尔居普（土耳其语：Ürgüp）是位于土耳其中部内夫谢希尔省的一座城镇，城镇内有红河流经，并以旅游业而闻名。该地区拥有卡帕多细亚地区独有的凝灰岩地貌，并保留了大量罗马帝国时期早期基督徒避难时遗留的大量人居洞穴，常饰有精美的壁画。然而因为历史上民间对于历史的误解，壁画人物的眼球多遭损毁。在当地可以乘坐热气球进行观光。镇上的教育机构包括安纳托利亚女子技术高中（Anadolu Kız Meslek Lisesi）等。距离于尔居普最近的高等学府是位于邻近内夫谢希尔市北部的内夫谢希尔大学（Nevşehir Hacı Bektaş Veli Üniversitesi）。